# Cháris Alexíou

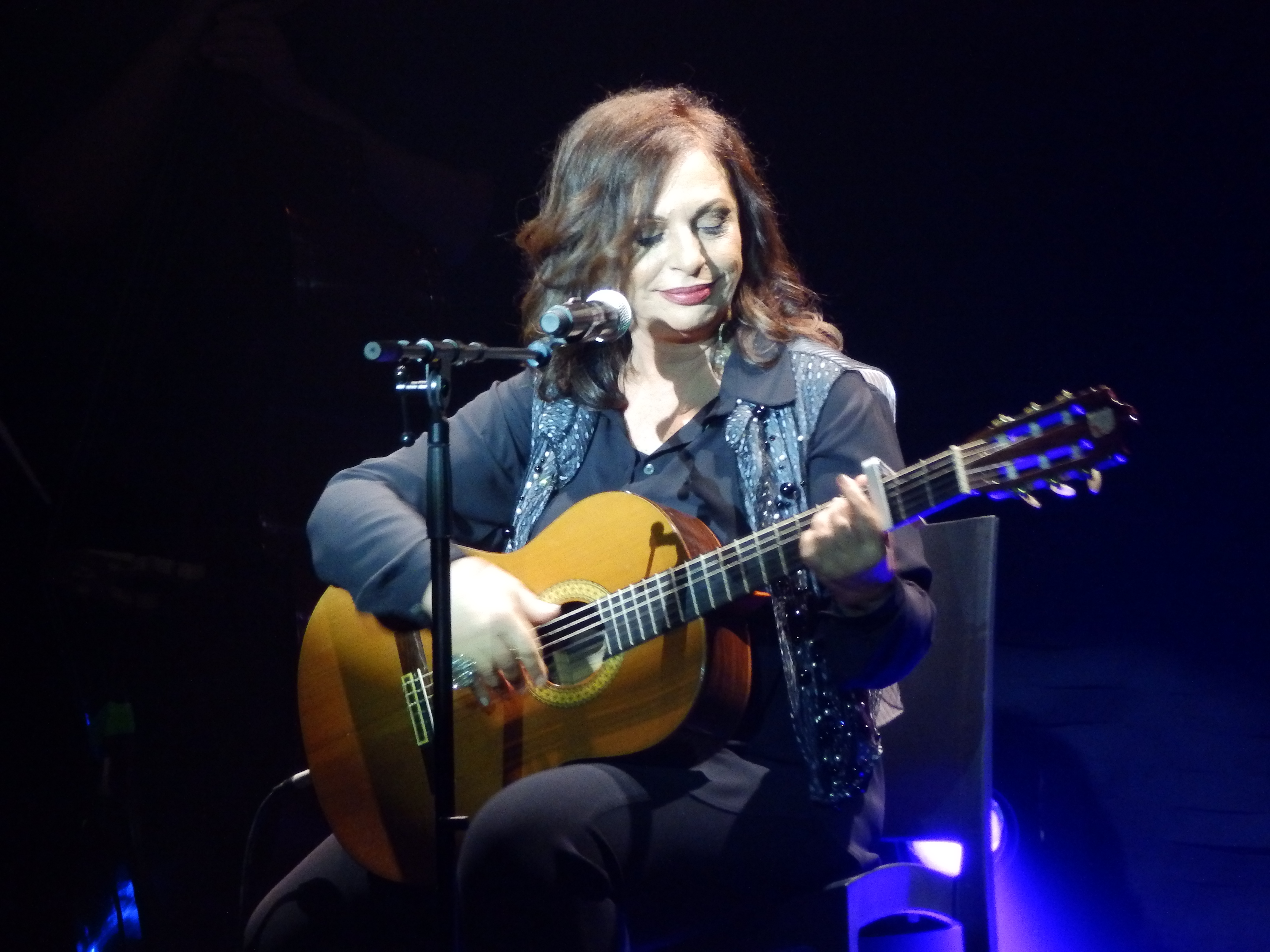
Cháris Alexíou, Anodos Live Stage

Cháris Alexíou (en griego: Χάρις Αλεξίου; Tebas, Grecia, 27 de diciembre de 1950) es una cantante griega.

## Biografía
Apareció en la escena musical griega a principios de la década de 1970. Su carismática voz, combinada con un modo único de actuar y una fuerte presencia escénica, la llevaron muy pronto a lo más alto. Ha cultivado la música popular y tradicional griega, sin renunciar a otras formas artísticas.
El primer paso importante de su carrera fue su participación junto a George Dalaras en el álbum Mikra Asia (Asia Menor) escrito por Apostolos Caldaras y Pythagoras en 1972. Se convirtió en un álbum histórico, el mayor éxito de la década de 1970, y fue legítimamente incluido en la lista MINOS-EMI’s 100 Greatest Hits of the Century.
En 1975, publica su primer álbum personal 12 ‘Laika’ Songs. Una de las canciones de este álbum, Dimitroula, se convierte en un clásico de todos los tiempos. El mismo año, aparece en los locales nocturnos de Plaka, imponiendo una nueva forma de presentar canciones, completamente diferente de la de los grandes clubes nocturnos convencionales. Es el primer año después de la caída de la junta militar, una época para las canciones políticas y el resurgimiento de las canciones rebetika, y Haris Alexiou canta canciones tradicionales, baladas, canciones modernas, canciones populares y rebetika.
Durante largos períodos de tiempo, aparece con Giórgos Ntaláras, Dimitra Galani, Basilis Papakonstantinou y Yannis Parios. Obtiene grandes éxitos en sus conciertos en estadios y teatros, con canciones escritas por compositores como Mikis Theodorakis o Goran Bregovic, con la canción "Theos an eina".
Ha grabado más de treinta álbumes propios, ha participado en álbumes de otros artistas, tanto famosos como jóvenes prometedores, y ha estado siempre atenta a los nuevos caminos abiertos por la música. En 2000 funda su propia compañía de discos, Estia, para producir todas sus futuras iniciativas discográficas. Edita el álbum Strange Light, donde se encuentra de nuevo con compositores con los que ha trabajado y cosechado éxitos en el pasado. 
Haris Alexiou viaja y enseña al mundo el sentimiento de la canción griega. Ella cree firmemente que la canción griega, por medio de sus poetas y compositores, le ha enseñado a amar y entender mejor la historia y la cultura de su país.

## Discografía
- 1975: 12 Laika Tragoudia (12 Λαϊκά Τραγούδια)
- 1976: Laikes Kiriakes (Λαϊκές Κυριακές)
- 1976: Haris Alexiou 2 (Χάρις Αλεξίου 2)
- 1977: 24 Tragoudia (24 Τραγούδια)
- 1979: Ta Tragoudia Tis Haroulas (Τα Τραγούδια Της Χαρούλας), Musik Manos Loizos, Texte Manolis Rassoulis
- 1980: Ximeroni (Ξημερώνει)
- 1981: Ta Tragoudia Tis Xthesinis Imeras (Τα Τραγούδια Της Χτεσινής Ημέρας)
- 1981: Ta Tragoudia Tis Gis Mou (Τα Τραγούδια Της Γης Μου)
- 1982: I Zoi Mou Kiklous Kani (Η Ζωή Μου Κύκλους Κάνει)
- 1983: Ta Tsilika (Τα Τσίλικα), ein Album mit Rembetiko Liedern von 1900 bis 1935
- 1984: Emfilios Erotas (Εμφύλιος Ερωτας)
- 1986: I Agapi Einai Zali (Η Αγάπη Είναι Ζάλη), Musik Thanos Mikroutsikos, Texte Alkis Alkeos, Nikos Kavadias, Andreas Mikroutsikos und Babis Tsikliropoulos
- 1987: I Haris Alexiou Se Aprovlepta Tragoudia (Χάρις Αλεξίου Σε Απρόβλεπτα Τραγούδια)
- 1988: I Nihta Theli Erota (Η Νύχτα Θέλει Ερωτα)
- 1989: I Megales Epitychies Tis (Οι Μεγαλύτερες Επιτυχίες Της)
- 1989: Η Παράσταση Αρχίζει
- 1990: Kratai Chronia Afti I Kolonia (Κρατάει Χρόνια Αυτή Η Κολώνια), Musik Thanos Mikroutsikos, Texte Lina Nikolakopoulou
- 1991: Το Μετέωρο Βήμα Του Πελαργού
- 1991: I Alexiou Tragoudai Hadji (Η Αλεξίου Τραγουδάει Χατζή – Live + Studio)
- 1991: I Diki Mas Nihta (Η Δική Μας Νύχτα)
- 1992: Di' efchon (Δι' ευχών), Música Nikos Antypas, Letra Lina Nikolakopoulou
- 1993: I Ballades Tis Charoulas (Οι μπαλάντες της Χαρούλας)
- 1994: Hei (Εϊ...!), Música Nikos Antypas, Letra Lefteris Papadopoulos y Aris Davarakis
- 1994: Τα Λαϊκά Της Χαρούλας
- 1995: A Paris
- 1995: Odos Nefelis '88 (Οδός Νεφέλης 88), Letra Haris Alexiou
- 1996: Girizontas Ton Kosmo – Live 92–96 (Γυρίζοντας Τον Κόσμο 92–96)
- 1997: Ena Fili Tou Kosmou – Live (Ενα Φιλί Του Κόσμου)
- 1997: Girizontas Ton Kosmo Kai Ena Fili Tou Kosmou – Live (Γυρίζοντας Τον Κόσμο & Ενα Φιλί Του Κόσμου)
- 1998: To Paihnidi Tis Agapis (Το Παιχνίδι Της Αγάπης), Letra Haris Alexiou
- 2000: Paraxeno Fos (Παράξενο Φώς)
- 2000: Psithiroi (Ψίθυροι)
- 2001: Τα Ντουέτα Της Χαρούλας
- 2002: Cine Keramikos Live (Cine Κεραμικός – Live)
- 2003: Os Tin Akri Tou Ouranou Sou (Ως την άκρη του ουρανού σου), 4 veces Platino y World Music Award
- 2004: Anthologio (Ανθολόγιο)
- 2006: Vissino Kai Nerantzi (Βύσσινο και νεράντζι), Música y Letra de Thodoris Papadopoulos, Smaro Papadopoulou y Makis Seviloglou
- 2006: Orizontes
- 2007: Alexiou – Malamas – Ioannidis: Live (Αλεξίου – Μάλαμας – Ιωαννίδης: Live στον Λυκαβηττό)
- 2007: A Tribute to Manos Loizos (Ωδείο Ηρώδου Αττικού – Αφιέρωμα στο Μάνο Λοΐζο)
- 2009: I Agapi Tha Se Vri Opou Kai Na 'Sai (Η αγάπη θα σε βρει όπου και να `σαι)
- 2012: I Tripla (Η Τρίπλα)
- 2012: Haris Alexiou - Dimitra Galani: En Dyo - Directo con Dimitra Galani.
- 2014: Ta Onira Ginonte Pali (Τα όνειρα γίνονται πάλι)